# سالن اسکیت روی یخ آرامیس
سالن اسکیت روی یخ آرامیس اولین سالن مخصوص ورزش‌های یخی در ایران است که در شهر تهران قرار دارد.
این سالن با مشارکت مجموعه تندرسی آرامیس، یک شرکت آلمانی و همچنین فدراسیون اسکی ایران و با سرمایه‌گذاری حدوداً یک میلیون و ۶۰۰ هزار یورویی در تاریخ ۱۷ آذر ۱۳۹۲ به بهره‌برداری رسیده است. با راه‌اندازی این سالن امکان پرداختن به ۶ رشته ورزش‌های یخی از جمله اسکیت روی یخ و هاکی روی یخ برای ورزشکاران ایرانی فراهم شده است.